# Leaves
『leaves』（リーブス）はivory7 chordのアルバム。

## 概要
初のアルバムとなった本作はシングル「Light a tree」の収録曲楽曲を含む全11曲を収録（fallen glanceを除く）。本作を引っ提げて対バンツアーも行われた。場所・日時は異なるが、共演はthe chef cooks me、avengers in sci-fi、LAST ALLIANCE、dustbox、TRIBAL CHAIR、吉田昇吾が在籍するUNCHAINなど。また、TOWER RECORDSの一部店舗ではPV収録のDVDがもらえる特典が付いていた。本作は野田剛史在籍最後の作品となった。

## 批評
CDジャーナルは「隙なく構築された美メロと、テクニカルな演奏力に支えられたスケールの大きなサウンド、そして甘美な旋律を歌い上げるハイトーンボーカル。持ち味を最大限に発揮した」と評した。

## 収録曲
全曲　作曲：大西俊也　編曲：ivory7 chord
1. Prologue
2. fire works
作詞：野田剛史
3. A
作詞：野田剛史
4. distance
作詞：野田剛史
5. Autumn leaves
作詞：野田剛史
6. Far away
作詞：野田剛史
7. Change
作詞：野田剛史・大西俊也
8. A vision
9. dry your tears
作詞：大西俊也
10. dark gray color
作詞：野田剛史
11. Reach you
作詞：野田剛史